# Карр, Перл
Перл Карр (англ. Pearl Carr, урожд. Перл Лавиния Карр (англ. Pearl Lavinia Carr), 2 ноября 1923, Эксмут — 16 февраля 2020, Туикенем) — британская певица, занявшая второе место на конкурсе песни Евровидение 1959 года, выступая в дуэте со своим мужем Тедди Джонсоном.
Начала свою музыкальную карьеру в качестве солистки группы The Keynotes, две композиции которой в 1956 году вошли в британский хит-парад: Memories Are Made of This достигла пятой позиции, а You Can’t Be True To Two — 11-й. Также выступала в качестве певицы на радио, участвовала в комедийном радиошоу.
Совместно со своим мужем Тедди Джонсоном вела развлекательные передачи на британском телевидении. Представляя Великобританию на песенном конкурсе Евровидение в 1959 году, с песней Sing, Little Birdie дуэт занял второе место, а песня — 12-е место в британском хит-параде. Пара участвовала в национальном отборе и к следующему конкурсу Евровидение, но уступила младшему брату Тедди Джонсона Брайану. В следующем году дуэт выпустил ещё один сингл How Wonderful To Know, достигший 23-го места в чарте.
После завершения эстрадной карьеры участвовала вместе с мужем в вест-эндском мюзикле Follies, а также стала героиней одного из эпизодов документального сериала Это наша жизнь производства NBC.
Перл Карр умерла 16 февраля 2020 года в возрасте 96 лет.